# Reginald Joseph Orsmond
Reginald Joseph Orsmond (* 18. Januar 1931 in Johannesburg; † 19. Mai 2002 ebenda) war ein südafrikanischer Bischof. 
Orsmond wurde am 8. Dezember 1954 zum Priester für das Bistum Johannesburg geweiht. Papst Johannes Paul II. ernannte ihn am 27. Januar 1983 zum Titularbischof von Assuras und Weihbischof in Johannesburg. George Francis Daniel, Erzbischof von Pretoria, spendete ihm am  14. Mai 1983 die Bischofsweihe. Mitkonsekratoren waren Stephen Naidoo CSSR, Weihbischof in Kapstadt, und Dominic Joseph Chwane Khumalo OMI, Weihbischof in Durban. Am 2. Juli 1984 ernannte Papst Johannes Paul II. ihn zum Bischof von Johannesburg.